# Katy French
Katy Ellen French (Basilea, 31 ottobre 1983 – Navan, 6 dicembre 2007) è stata una modella e conduttrice televisiva irlandese.

## Biografia

### Adolescenza
Nata a Basilea (Svizzera) da madre britannica e padre australiano, all'età di due anni si trasferisce con la famiglia in Irlanda prima vicino a Sandyford, poi a Enniskerry e infine a Stillorgan vicino a Dublino. Studiò al Alexandra College a Dublino e da adolescente cominciò a lavorare come hostess part time alla filiale dublinese di Planet Hollywood presso St Stephen's Green.

### La fama
Incominciò a studiare psicologia all'American College Dublin, poi cominciò a lavorare come modella per l'Assets Modelling Agency e infine scrisse articoli per alcuni giornali dublinesi. Cominciò a rappresentare alcuni famosi marchi, come Sony Ericsson e Suzuki poi si fidanzò fon il ristoratore Marcus Sweeney. Dal 2004 cominciò anche a pubblicare articoli nella sua rubrica "The French Connection" all'interno dell'inserto Social and Personal del quotidiano irlandese The Irish Times.
Nel febbraio 2007 alla fine della storia decise di rilasciare un'intervista e fare un servizio fotografico in lingerie per il quotidiano settimanale Sunday Independent.
Come risultato di questa fama fu ospite nei programmi televisivi di RTÉ The Podge and Rodge Show ad aprile e al Tubridy Tonight una settimana prima della prematura scomparsa e nello stesso mese ad un'intervista ad un tabloid irlandese disse di aver usato cocaina ma che aveva smesso. Il 23 aprile partecipò alla seconda edizione delle premiazioni della televisione irlandese, il TV Now Awards condotto da Craig Doyle. A fine ottobre partecipò al reality show di RTÉ Celebrities Go Wild nel Connemara assieme ad altre sette celebrità irlandesi.
In una intervista del 2009 il suo ex fidanzato, il playboy Marcus Sweeney faceva uso smodato di droghe e l'aveva introdotta alla cocaina durante la loro relazione, Sweeney decise di avere una pistola per difendersi dalla gang di spacciatori che doveva pagare la coppia.
Nella stessa settimana in cui morì aveva festeggiato solo da sei giorni il suo ventiquattresimo compleanno.

### La morte
La notte del suo compleanno la trascorse all'albergo di lusso The Westbury Hotel di Dublino con la star della televisione irlandese Brendan O'Connor dopo che era uscita dalla discoteca Krystle nel centro di Dublino con alcuni amici, alle cinque arrivò al Westbury per pernottare nella camera presidenziale, ma dato che era occupata decise di pernottare in una camera doppia standard. Pagò con la carta di credito MasterCard di Brendan 252 euro per la camera a cui aggiunse 500 euro per ogni spesa supplementare. Inoltre chiese che venissero portate in camera sigarette, quattro pinte di Heineken, quattro pinte di Carlsberg, sei vodka e quattro mixer per fare cocktail.
Poi si spostò alla tenuta Lambertstown Manor di Kilmessan dove venne soccorsa alle 10:30 del 2 dicembre dopo sei arresti cardiaci causati da una overdose di cocaina e efedrina che causarono una lesione cerebrale ischemica ipossica che l'ha portata alla morte dopo quattro giorni di coma al Our Lady’s Hospital di Navan, la patologa Marie Cassidy che fece l'autopsia trovò poche tracce di alcol e droghe nel sangue. Due amici di Katie, Kieran Ducie e Ann Corcoran sono stati processati dal tribunale di Trim per averle venduto cocaina la notte prima di andare in coma.
Il 10 dicembre si sono svolti i funerali nella sua casa di Enniskerry ed è stata sepolta nel cortile della chiesa di St Patrick's nel Powerscourt Estate di Enniskerry

## Religione
Katie era un membro della chiesa anglicana ma praticava il cattolicesimo e in un'intervista disse di aver letto il Corano e di ammirare l'islam.

## Filmografia

### Televisione
- Seoige and O'Shea (2007) - episodio 1x3
- The Podge and Rodge Show (2007)
- The 2nd TVNow Awards (2007)
- Celebrities Go Wild (2007)
- Tubridy Tonight (2007) - 1 episodio
- Diary of a... (2008) - episodio 1x01 (postumo)